# Джек Делано
Джек Делано (англ. Jack Delano, 1914–1997) — американський фотограф українського походження. Працював фотографом на уряд в Адміністрації по захисту фермерських господарств (FSA), також був автором і композитором пісень у Пуерториканському стилі.

## Біографія
Делано народився 1 серпня 1914 р. в Україні у селі Ворошилівка за 190 кілометри на південний захід від Києва. В 1923 у він переїхав з батьками та молодшим братом в США. Між 1924 і 1932 Делано активно вивчав живопис, фотографію і сучасне мистецтво. Він також навчався музиці в інституті Кертіса в Філадельфії, штат Пенсільванія.
За успіхи у навчанні та мистецтві, його направили вчитися в Пенсільванську Академію образотворчих мистецтв (PAFA), де з 1928 до 1932 він вивчав живопис і продовжив свою музичну освіту. Делано був нагороджений стипендією Кесона, яка дозволила йому подорожувати по Європі, де він купив свою першу фотокамеру і захопився фотографією.
Після закінчення Пенсильванської академії, Делано хотів створити фотографічний проект для «Федеральної програми мистецтв», ідея проекту полягала в фотографуванні гірських краєвидів в околицях Шуйлкілл Каунт, штат Пенсільванія. Делано послав зразки своїх фотографій Рою Страйкер, тоді працював у Адміністрації по захисту фермерських господарств. Його друзі Едвін Росского, Маріон Пост Уолкотт і Рой Стракер допомогли Делано влаштуватися на роботу в Адміністрації по захисту фермерських господарств із зарплатою 2300 доларів на рік. Але йому поставили дві умови: мати власну машину і отримати посвідчення водія, все це Делано зробив ще до переїзду в Вашингтон, округ Колумбія.
У 1943 році Адміністрація по захисту фермерських господарств була скасована і включена до Управління військової інформації (OWI).
В 1941 році він їздив до Пуерто-Рико за завданням Адміністрації по захисту фермерських господарств. Країна на стільки йому сподобалася що в 1946 у він там оселився.
Делано був одружений, дружина Ірен.

## Вибрані композиції
Оркестрові
- Ofrenda Musical (Musical Offering) для альта, валторни та струнного оркестру (1959)
- El sabio Doctor Mambú, балет для дітей (1962), лібрето композитора
- Concertino classico для труби і невеликого оркестру, з (1968)
- Симфонієта для струнного оркестру з (1983)

Інструментальна музика
- Соната Ля мінор для альта і фортепіано (1953)
- Соната для скрипки (1960)
- Сонатіна для флейти і фортепіано (1965)
- Струнний квартет (1984)
- Три прелюдії для фортепіано (1985)

Вокал
- Esta luna es mía для соло сопрано, жіночого хору та фортепіано (1962), слова Джозеф PH Ернандес
- Me voy a Ponce для змішаного хору Понсе (1965), слова Хосе Агустін Бальсейро
- Tres cancioncitas del mar для вокалу, фортепіано (1969), слова Німіа Вісенс, Естер Фелісіано Мендоса і Кармеліна Віскаррондо
- Cuatro sones de la tierra [Архівовано 4 червня 2016 у Wayback Machine.] для сопрано та фортепіано (1974), слова Томас Уайт
- Pétalo de rosa, сюїта для дитячого хору та капела (1993), написаний для дитячого хору Сан-Хуан

Саундтрек
- Бейсболісти (1953)

## Фотографії

Фотографії Делано
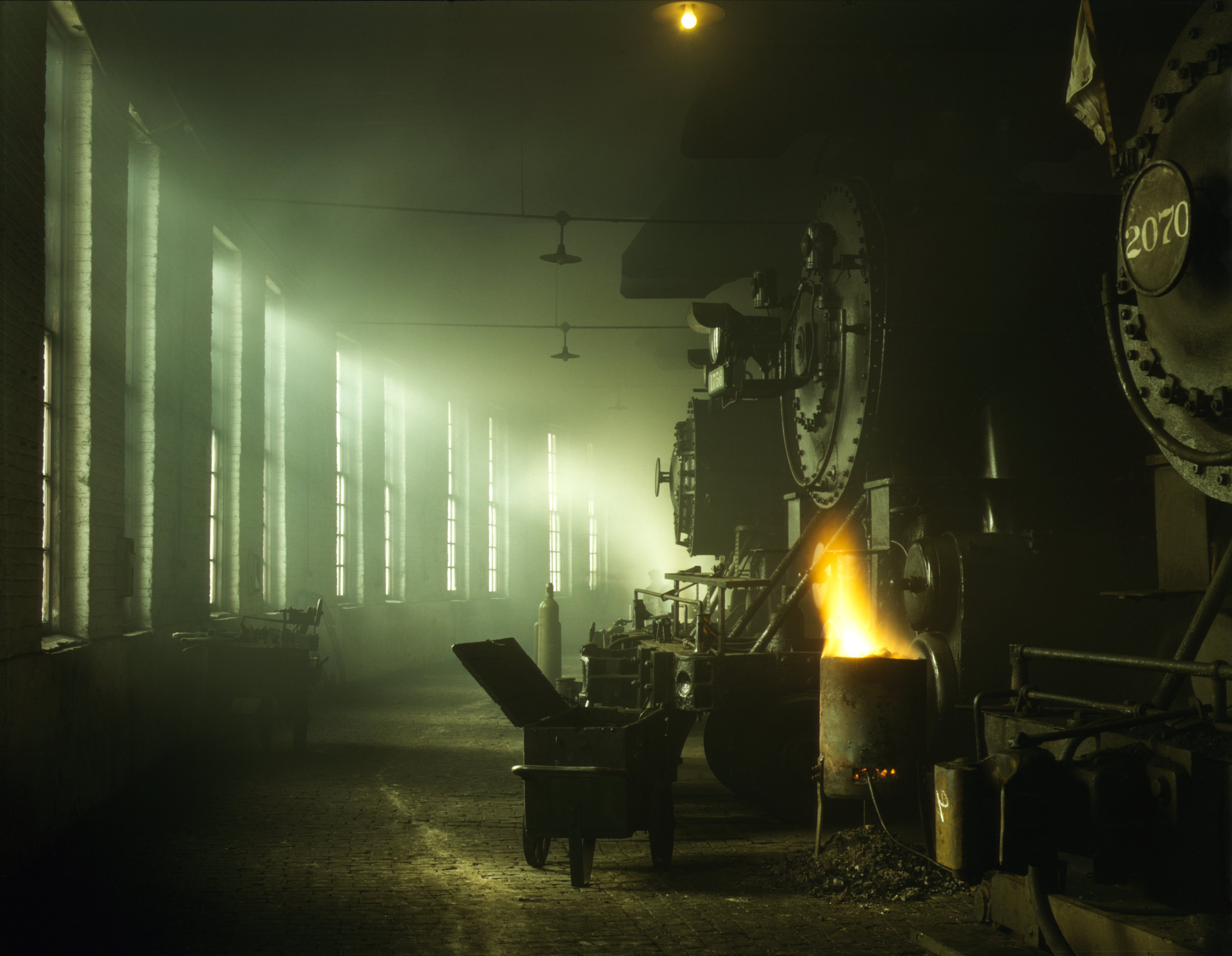
Чикаго, 1942.
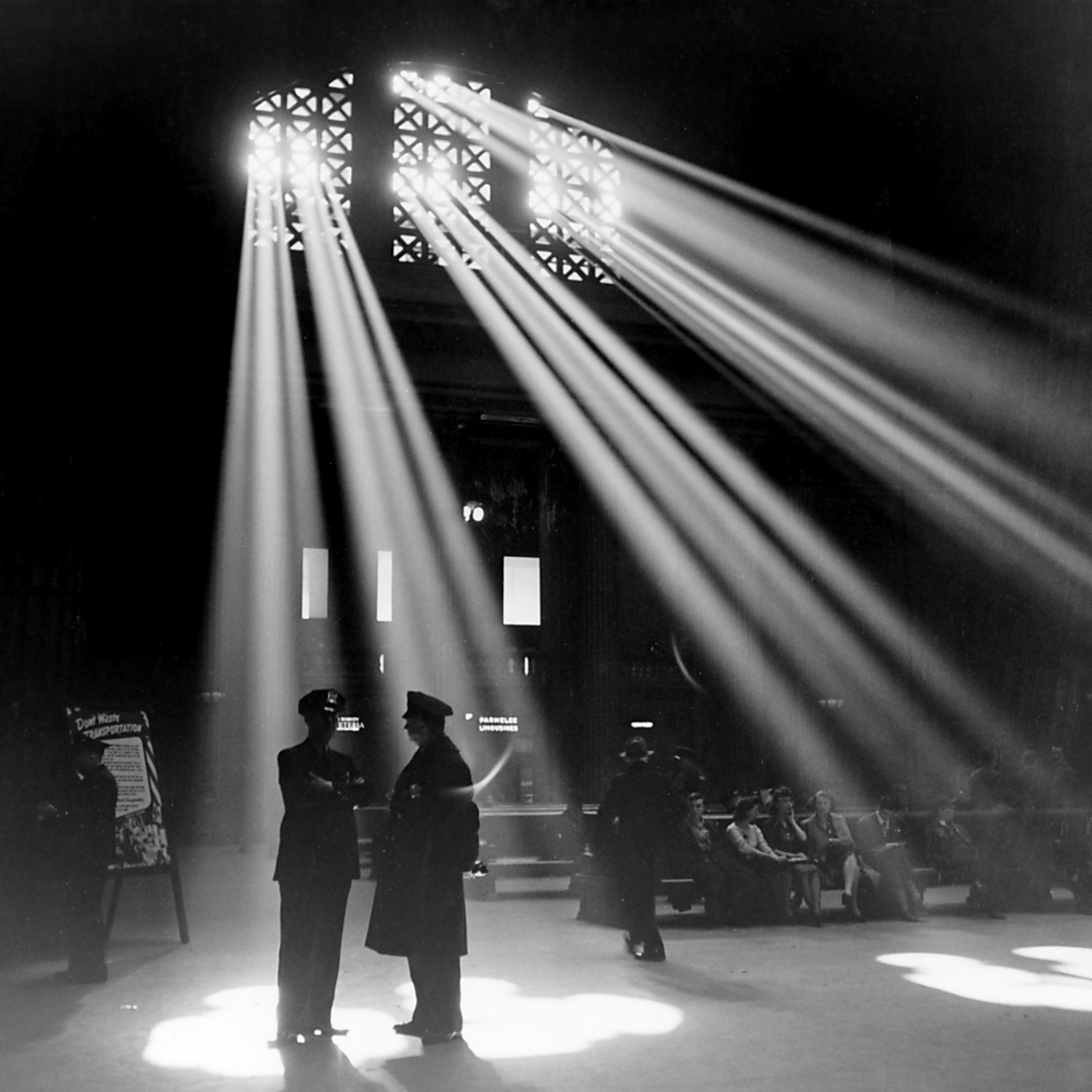
Одна зі знаменитих фотографії Делано, Чиказька залізнична станція
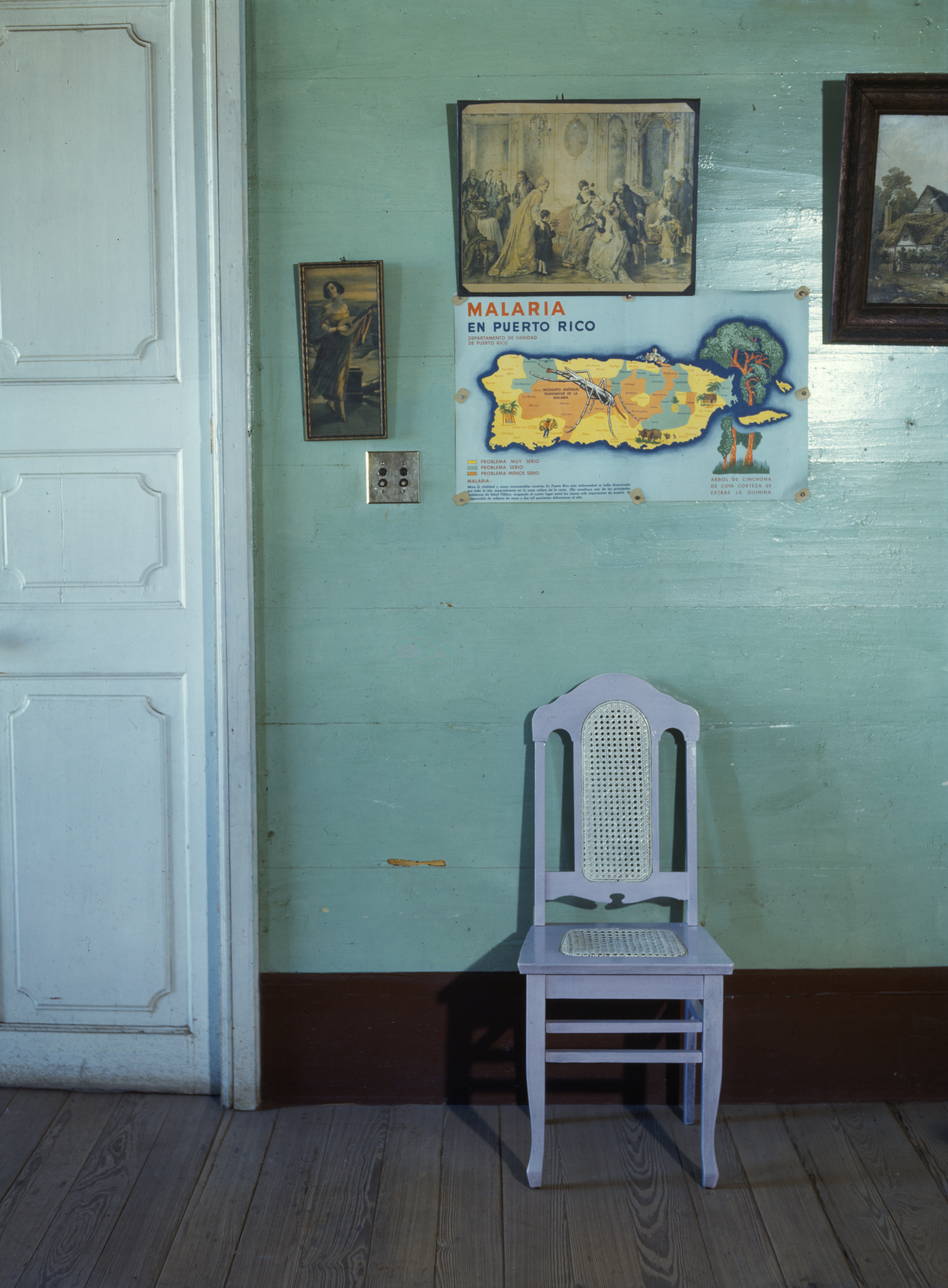
Готель Сан-Хуан, Пуерто-Рико, Грудень 1941
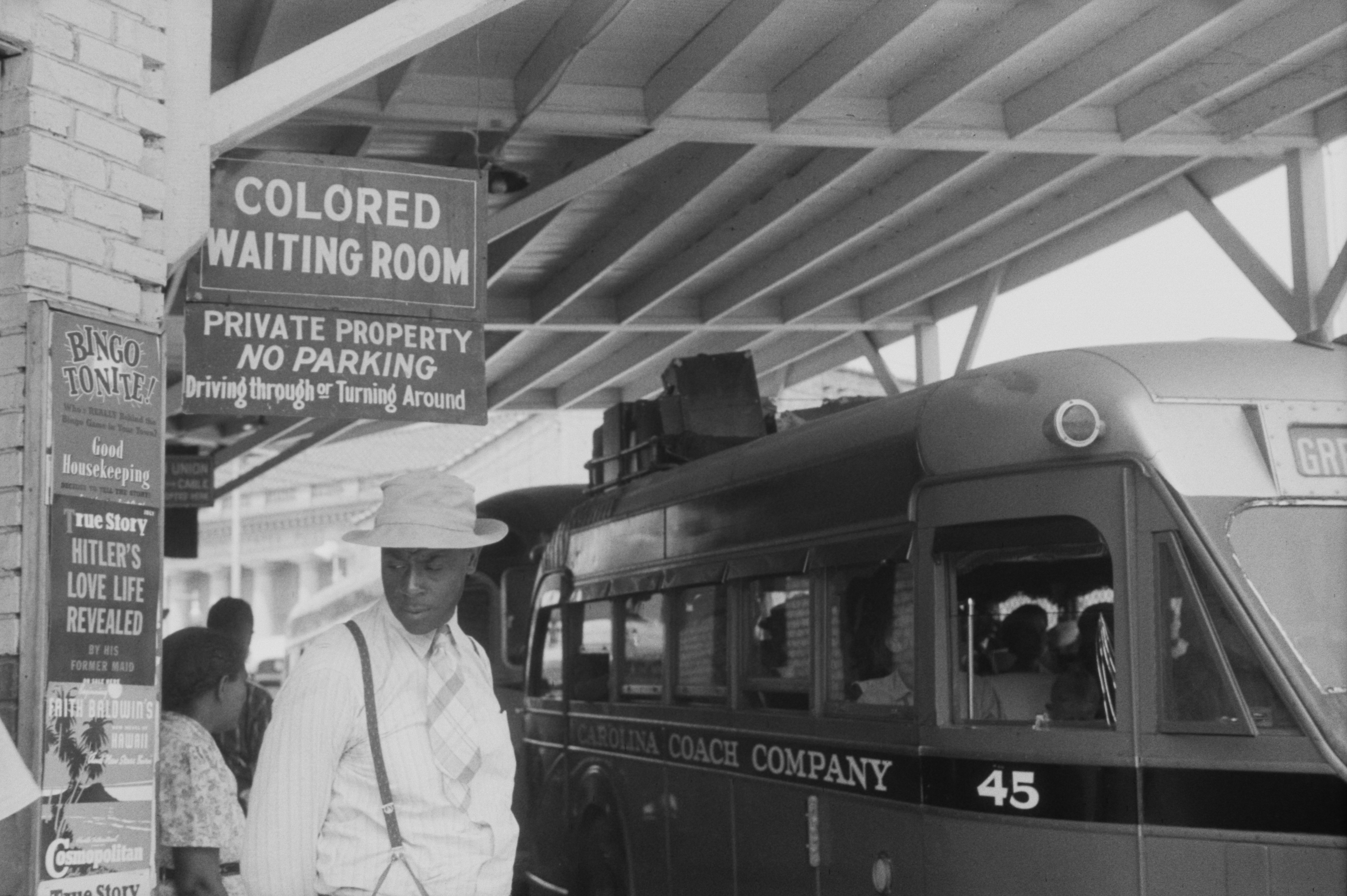
«На автобусній станції ..» Травень 1940
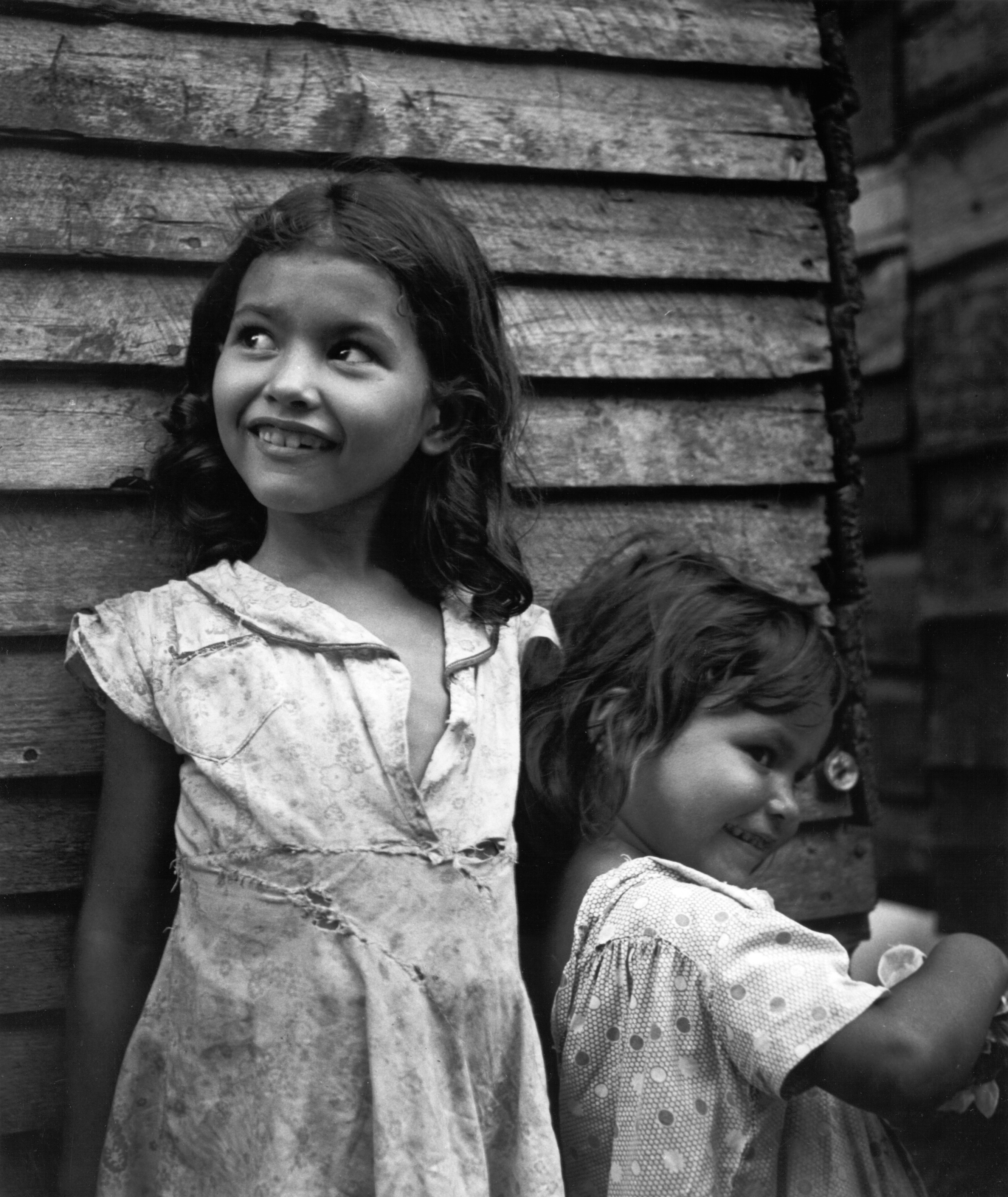
Діти в Пуерто-Рико. Травень 1942
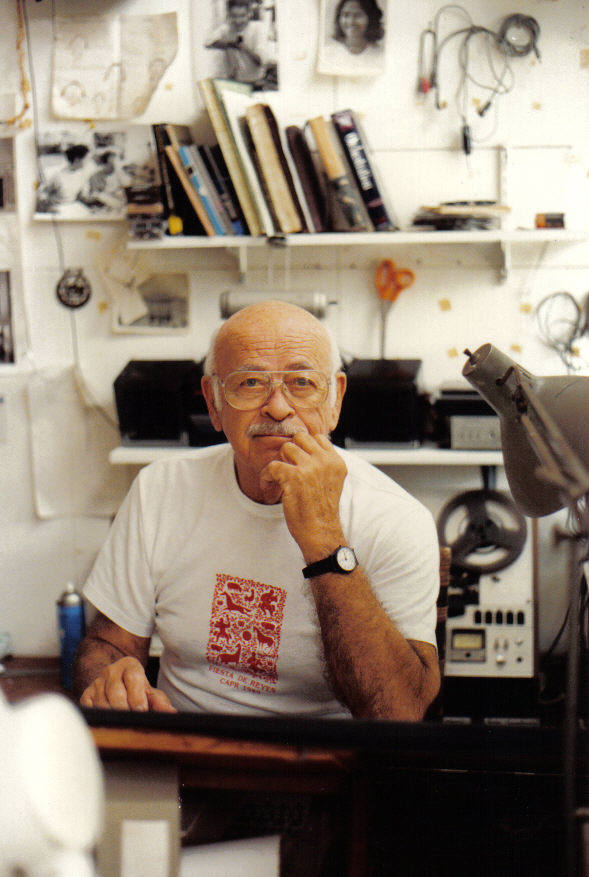
Делано в студії Пуерто-Рико, 1990 р.
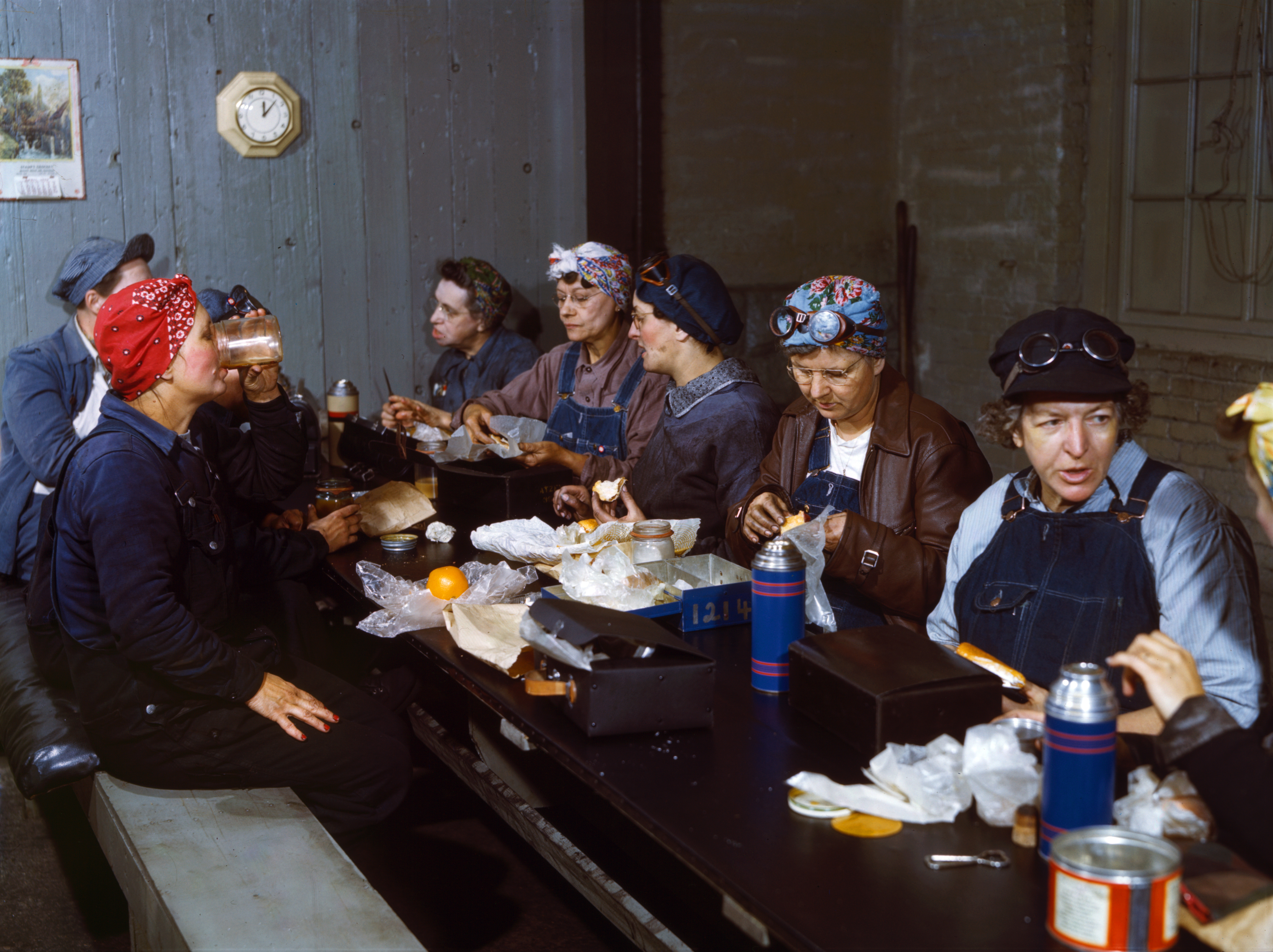
Прибиральники на обіді в кімнаті відпочинку, Чикаго, Північно-Західна залізниця, місто Клінтон, штат Айова, квітень 1943 рік.